# حسین صافی
حسین صافی (زادهٔ ۱۳۵۵ در مشهد) کاریکاتوریست و انیماتور ایرانی است. او دانش‌آموخته کارشناسی گرافیک از دانشکده هنرهای زیبای دانشگاه تهران و کارشناسی ارشد انیمیشن از دانشگاه تربیت مدرس است. او سابقه تدریس در خانه کاریکاتور ایران را نیز دارد. او برنده جایزه اول و سوم دوسالانه جهانی کاریکاتور تهران در سال‌های ۲۰۰۱ و ۲۰۰۳ و در پنجمین دوسالانه کاریکاتور تهران در بخش چهره نفر اول شد و مدتی نیز کاریکاتورهای پشت جلد مجله گل آقا را طراحی می‌کرد. تمرکز صافی بر کاریکاتور چهره است و ازجمله کاریکاتوریست‌هایی است که وارد دنیای طراحی پویانمایی هم شده.
عمده فعالیت‌های این هنرمند در زمینه‌هایی چون تصویرسازی، گرافیک، انیمیشن و کاریکاتور است.

## داوری
- عضو هیئت انتخاب آثار دوسالانه جهانی کاریکاتور تهران ۲۰۰۵
- عضو هیئت داوران سومین جشن خانه سینما
- عضو هیئت داوران دوسالانه جهانی انیمیشن تهران ۲۰۱۷[۷][۸]